# 苏丹·夏赫里尔空军基地
苏丹·夏赫里尔空军基地，原称塔宾机场，是印度尼西亚巴东的一座军用机场。2005年7月米南加保国际机场建成前，塔宾机场是西苏门答腊地区的主要民用机场。现在塔宾机场由印尼空军使用，名称来源于印尼首任总理苏丹·夏赫里尔。

## 事故和事件
- 2012年10月13日，三佛齐航空一架从棉兰波洛尼亚国际机场前往巴东米南加保国际机场的波音737班机在苏丹·夏赫里尔空军基地意外降落。机上96名乘客和4名机组成员无人受伤，两名飞行员随后被印度尼西亚国家运输安全委员会（英语：National Transportation Safety Committee）停职调查。[1][2]